# Alfa-Tokoferol
α-Tokoferol je tip tokoferola ili vitamina E. Njegov E broj je "E307".
α-Tokoferol je forma vitamina E koja se preferentno apsorbuje i akumulira kod ljudi. Određivanje aktivnosti vitamina E se bazira na poboljšanju plodnosti putem prevencije spontanog pobačaja kod skotnih pacova u odnosu na alfa-tokoferol.

## Spoljašnje veze
|  | Molimo Vas, obratite pažnju na važno upozorenje u vezi sa temama iz oblasti medicine (zdravlja). |